# Babica
Pour l’article homonyme, voir Babica (Petite-Pologne).
Babica (en serbe cyrillique : Бабица) est un village de Serbie situé dans la municipalité de Kuršumlija, district de Toplica. Au recensement de 2011, il comptait 61 habitants.

## Démographie
| 1948 | 1953 | 1961 | 1971 | 1981 | 1991 | 2002 | 2011 |
| ---- | ---- | ---- | ---- | ---- | ---- | ---- | ---- |
| 396  | 393  | 394  | 317  | 203  | 138  | 90   | 61   |

|  |